# 卡爾皮夫卡 (文尼察州)
48°28′44″N 27°50′32″E / 48.47889°N 27.84222°E
卡爾皮夫卡（烏克蘭語：Карпівка）是烏克蘭西南部文尼察州莫希利夫-波迪利斯基区莫希利夫-波迪利斯基市镇的村莊，始建於1550年，面積2.8平方公里，海拔高度137米，2001年人口878。

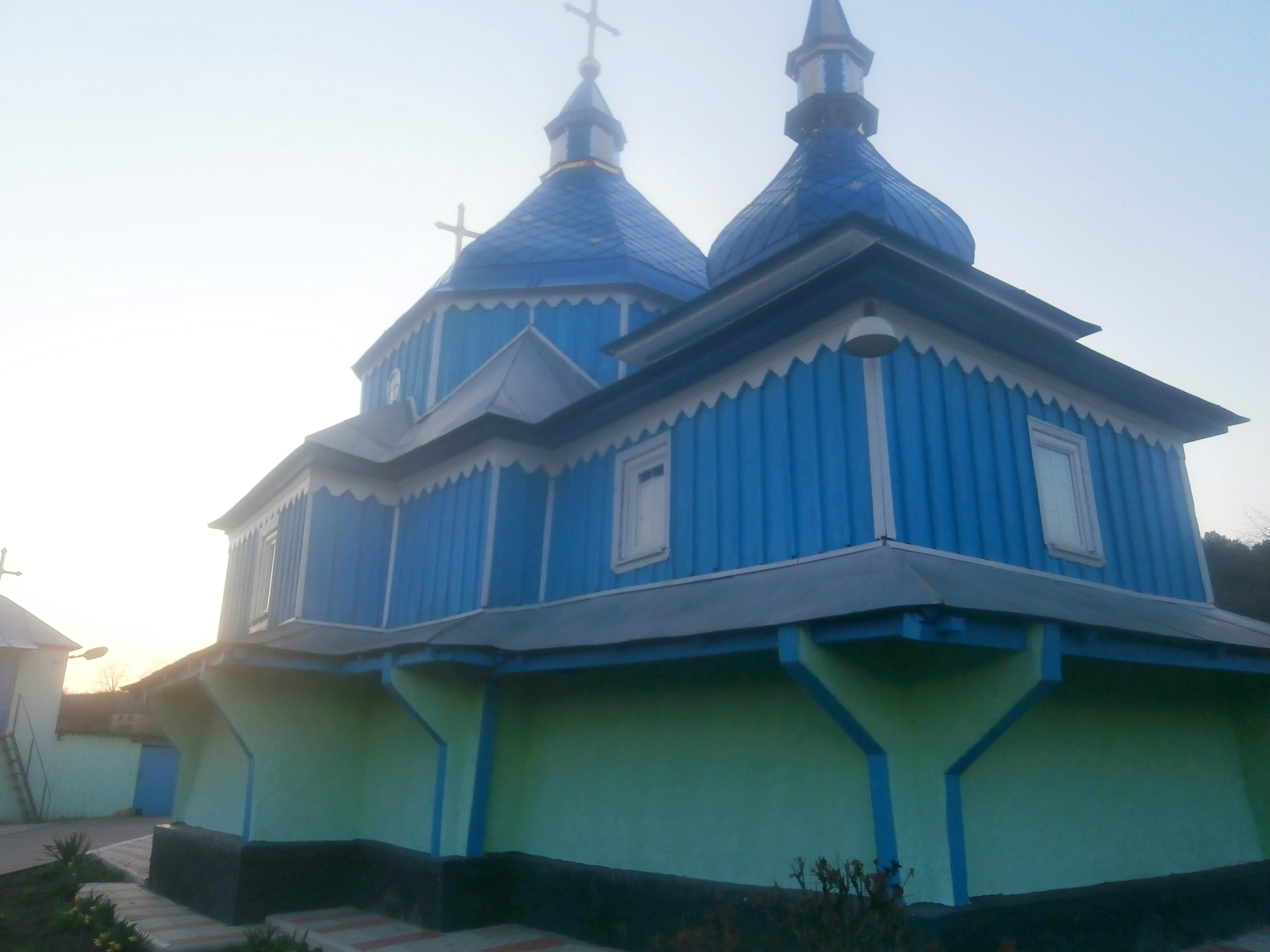
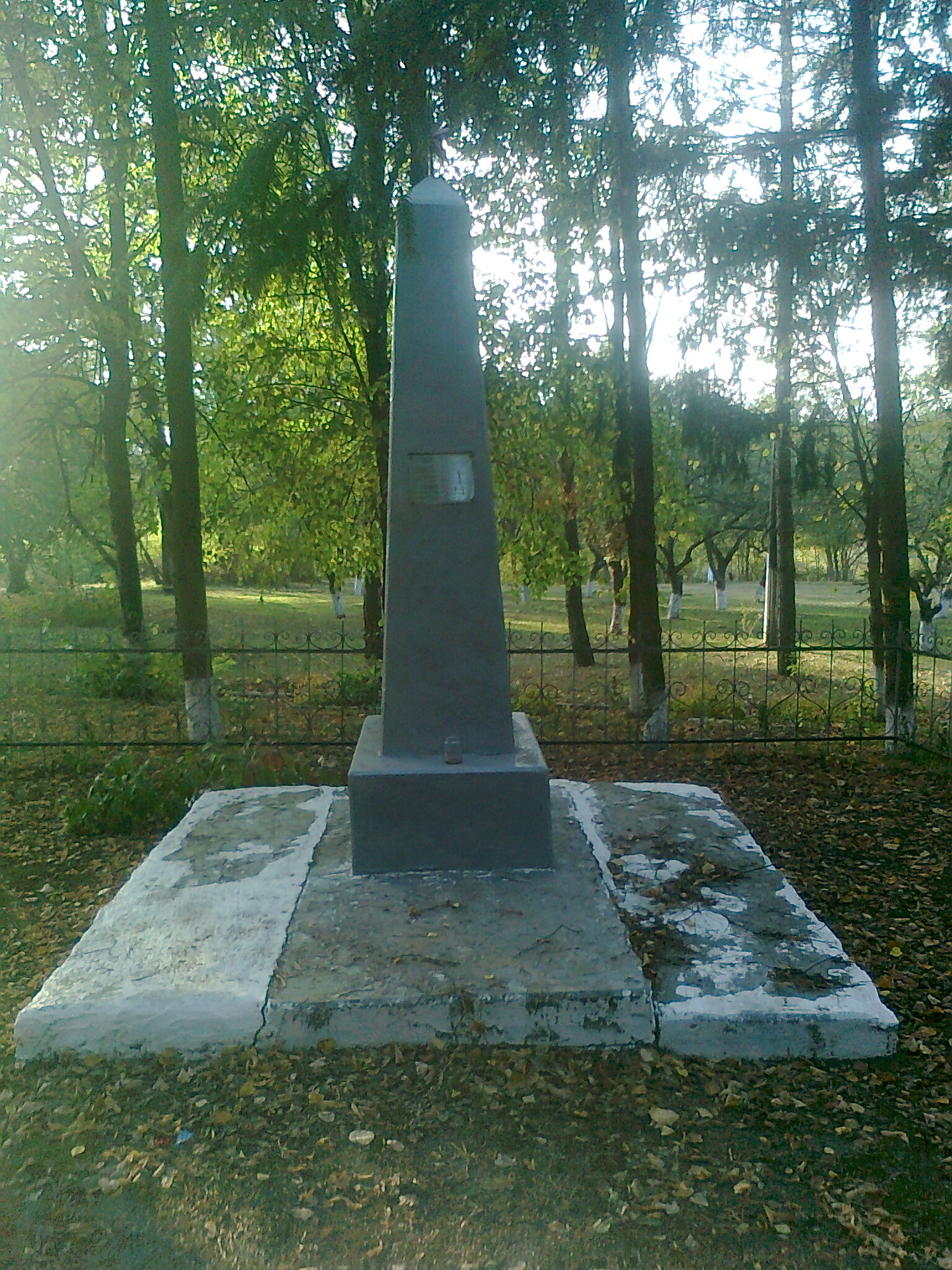
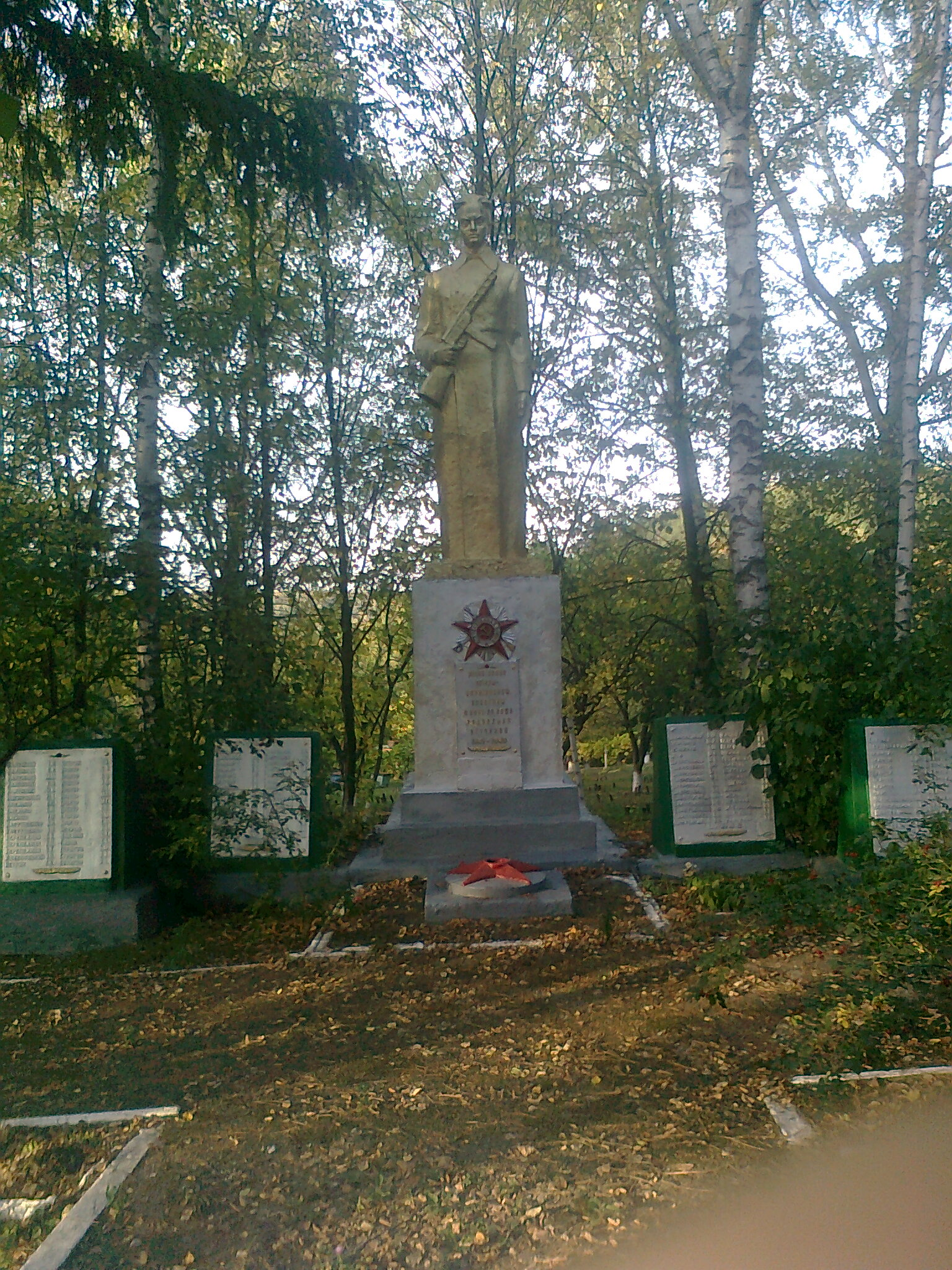